# Pont aux ânes

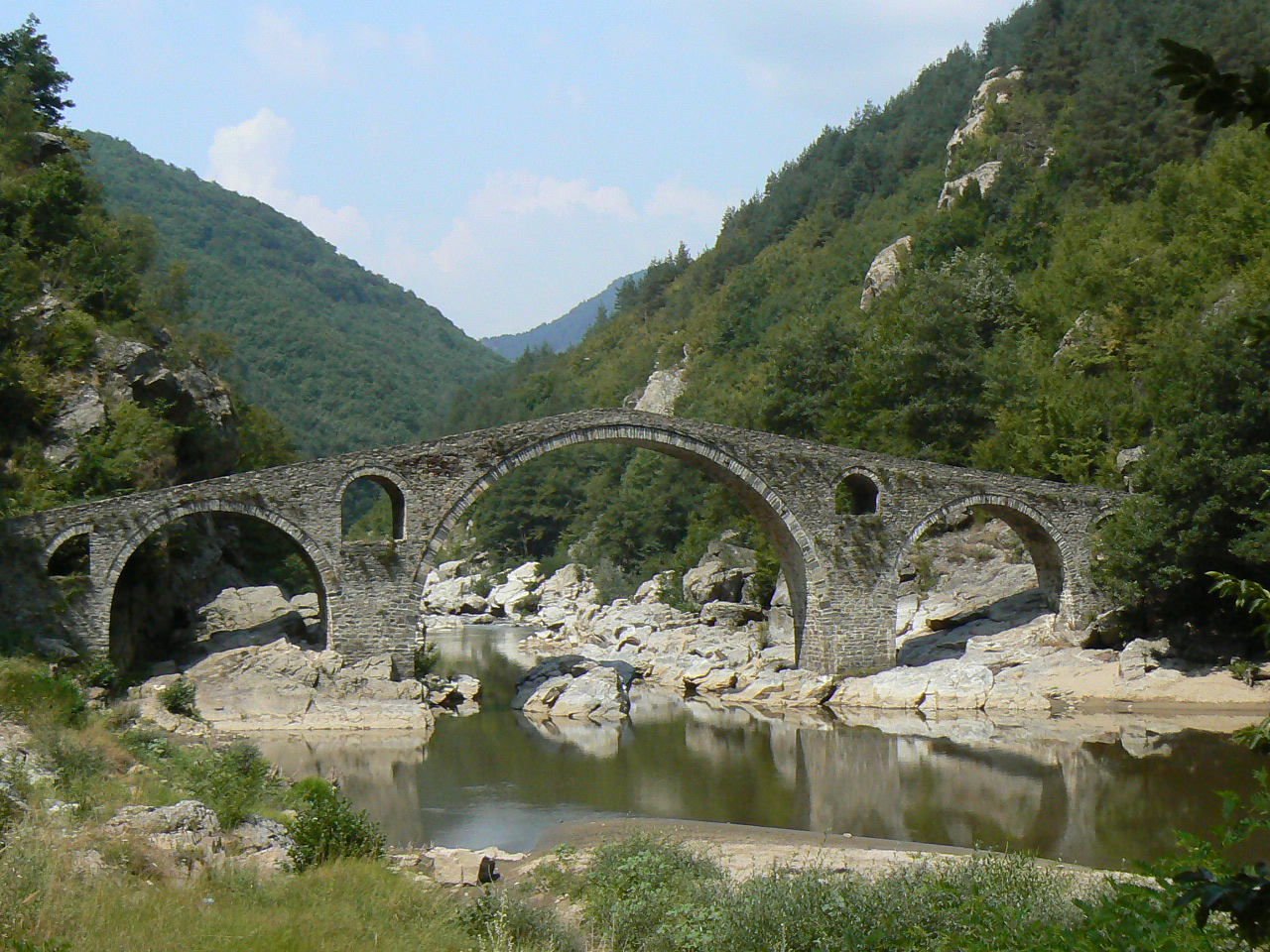
Pont en « dos de mulet ».

L'expression Pont aux ânes (en latin pons asinorum) est une métaphore servant à fustiger un « quia » c'est-à-dire un refus imbécile de se rendre à l'évidence. Elle qualifie un raisonnement, une proposition ou un ensemble de propositions qui, quoique parfaitement explicités, restent incompris de certaines personnes.
C'est une façon de signifier à ceux qui ne comprennent pas que s'ils ne comprennent pas, ce n'est pas faute d'explications, mais parce qu'eux-mêmes manquent d'intelligence ou ne font pas assez d'efforts d'attention ou de concentration. Inversement, c'est une invitation ironique à ne pas s'arrêter à la difficulté d'un raisonnement mais à considérer que cette difficulté est la solution elle-même.

## Emplois spéciaux
L'expression, familière dans le milieu scientifique, est utilisée habituellement en pédagogie pour désigner un obstacle apparent qui n'en est pas un, qui rebute les élèves quand ceux-ci prennent l'explication d'un problème pour le problème lui-même.
Elle a longtemps été employée pour désigner la cinquième proposition des Éléments d'Euclide puis le théorème de Pythagore.
Dans les milieux économiques, une autre métaphore célèbre est celle de la main invisible d'Adam Smith, elle désigne à la suite de John Stuart Mill la loi des rentes de David Ricardo à partir de laquelle celui-ci établit que, dans un marché concurrentiel, le montant des rentes est fixé par les profits et non la réciproque.

## Origine
La formule évoque l'analogie avec la situation d'un âne devant un pont à arche sans tablier horizontal : le centre du pont est donc plus haut que les parties qui sont situées sur chaque rive. L'âne peut avoir l'impression soit d'une côte, soit de ne pas savoir ce qu'il y a derrière cet obstacle, qui n'en est pas un réellement, puisqu'en fait le pont franchit le véritable obstacle, qui est la rivière. Ce qui permet de franchir l'obstacle est pris pour l'obstacle lui-même.
La métaphore remonte à la fin du XVIe siècle, époque à laquelle furent à leur tour traduits des textes latins non religieux, précisément à l'emploi de l'allégorie cicéronienne des ânes pour désigner les hommes stupides puis, dans le milieu latiniste de l'Université et du Collège de France se développant sous l'influence de Guillaume Budé, les élèves les moins doués. 
Elle semble venir du rapprochement de la forme triangulaire des ponts au Moyen Âge avec la représentation figurée de la cinquième proposition d'Euclide sur les triangles isocèles, qu'elle désignait plus particulièrement mais pas exclusivement. Dans l'enseignement de la géométrie scolastique, de la logique aristotélicienne et de la dialectique, le moyen terme d'un syllogisme était en effet comparé à un passage permettant de franchir un obstacle, de résoudre une démonstration ou même de transcender une aporie. Plus spécialement, le jargon Elefuga, signifiant échappatoire aux tourments, désignait cette cinquième proposition, depuis au moins l'époque de Roger Bacon.
Pour les germanistes, c'est un faux-ami car le terme allemand Eselsbrücke (Esel = âne, Brücke = pont) sert à désigner tout moyen mnémotechnique du type mais-ou-et-donc-or-ni-car (« Mais où est donc Ornicar ? »), un pense-bête en quelque sorte.